# Prąd strumieniowy

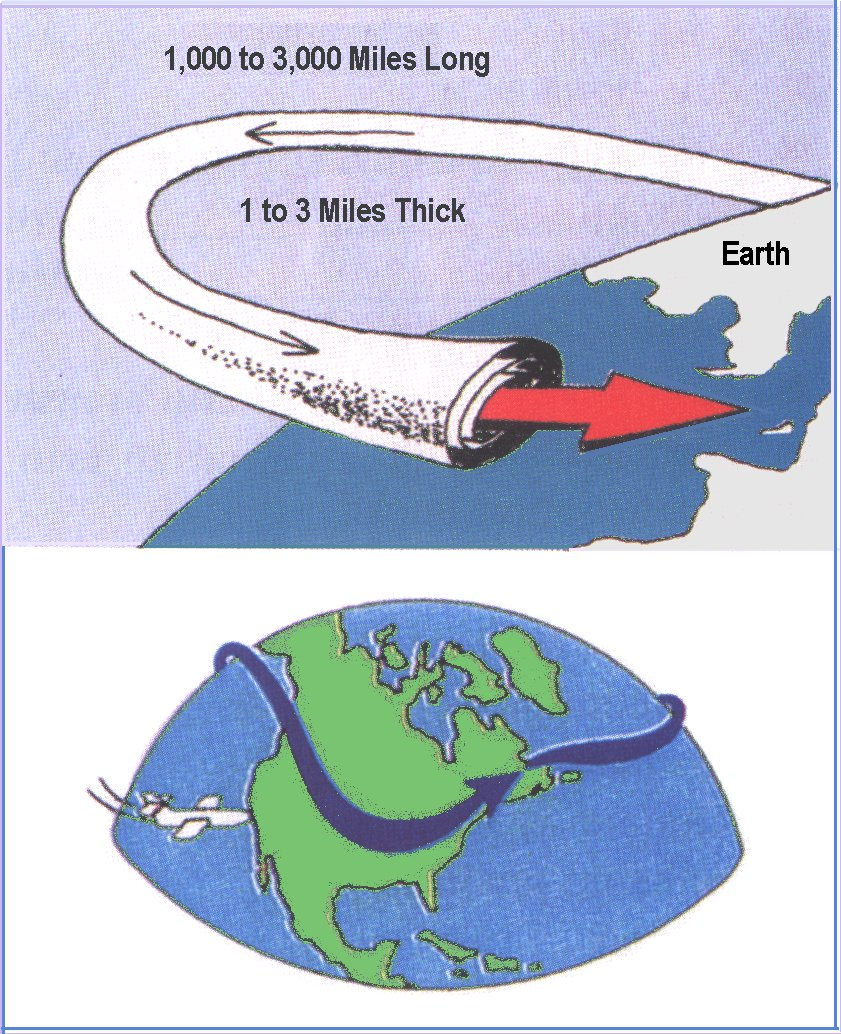
Prąd strumieniowy

Prąd strumieniowy (ang. jet stream) – intensywny, dość wąski i prawie poziomy strumień przenoszący z zachodu na wschód olbrzymie masy powietrza w atmosferze ziemskiej. Niezbyt gruba około 2 km i wąska strefa bardzo silnych wiatrów występująca na poziomie 9-12 km. Charakteryzuje się prędkością wiatru powyżej 30 m/s (108 km/h), a maksymalnie osiąga nawet 500 km/h (stąd nazwa „Jet”). Występuje w górnej części troposfery oraz dolnej części stratosfery, co odpowiada poziomowi około 200 hPa (około 12 km nad poziomem morza). Formuje się na granicy między sąsiadującymi masami powietrza o znacznej różnicy temperatur, jak między obszarem polarnym i cieplejszym powietrzem w niższych szerokościach geograficznych.
Zostały odkryte przez japońskiego meteorologa Wasaburō Ōishi, a pierwsze raporty zostały napisane w esperanto. Niezależnie od Wasaburo zetknęli się z nimi piloci podczas II wojny światowej.

## Opis

Schemat powstawania prądów na przekroju atmosfery.

Istnieją dwa główne prądy strumieniowe w szerokościach polarnych obydwu półkul i dwa mniejsze - położone po obu stronach równika - prądy strumieniowe podzwrotnikowe. Na półkuli północnej prądy strumieniowe występują najczęściej między równoleżnikami 30°N i 70°N (polarny) oraz 20°N i 50°N (podzwrotnikowy). Prąd strumieniowy ma falujący kształt, choć jego wysokość jest stabilna. Ze względu na obrotowy ruch ziemi przepływa z zachodu na wschód, zarówno na półkuli północnej, jak i południowej. Jest to spowodowane efektem Coriolisa.
Prędkość wiatru w strumieniu wzrasta bardzo szybko w miarę zbliżania się do jego środka. W zależności od gradientu temperatury jest to średnio 55 km/h zimą i 120 km/h latem, choć obserwuje się prędkości nawet rzędu 400 km/h. Światowa Organizacja Meteorologiczna określa, iż prądem strumieniowym nazywamy prądy powietrza o prędkości przekraczającej 90 km/h.

Zafalowania (fale Rossby’ego) na Półkuli Północnej prądu strumieniowego (a), (b); odcięcie obszaru zimnego powietrza (c); brązowy - cieplejsze masy powietrza; niebieski - zimniejsze masy powietrza, różowy kolor - prąd strumieniowy

Prądy strumieniowe są zazwyczaj ciągłe w dużym obszarze długości geograficznych ale istnieją też przypadki prądów nieciągłych. Rozkład prądów strumieniowych ma zazwyczaj wiele meandrów (zafalowań), które propagują się na wschód, z mniejszymi prędkościami niż sama prędkość wiatru w przepływie. Każde zafalowanie wewnątrz prądu strumieniowego jest falą Rossby’ego (fala planetarna). Fale Rossby’ego są związane ze zmianami siły Coriolisa z szerokością geograficzną. Krótkie fale wewnątrz fali Rossby’ego mają długość od 1000 do 4000 kilometrów. Fale te poruszają wzdłuż grzbietów i bruzd (dolin) fal Rossby’ego.

## Zastosowanie

Porównanie tras lotniczych Japonia-USA po kole wielkim (czerwona) i wykorzystującej prąd strumieniowy (zielona)

Lokalizacja prądów strumieniowych ma zasadnicze znaczenie dla linii lotniczych. Wykorzystanie takiego prądu przy locie na wschód skraca jego czas, podczas gdy natrafienie na niego przy locie na zachód wydłuża czas i powoduje zwiększone zużycie paliwa. Dla przykładu przelot z zachodniego na wschodnie wybrzeże Stanów Zjednoczonych może być skrócony o 30 minut, jeżeli samolot wykorzysta prąd strumieniowy. Na trasach międzykontynentalnych różnica jest jeszcze większa, więc często szybciej i taniej jest wybrać dłuższą trasę (np. transatlantycką nad Grenlandią), by lecieć wzdłuż prądu strumieniowego, w porównaniu do trasy po kole wielkim między dwoma punktami.

## Podatność na zmiany klimatu
Według fizyka atmosfery Krzysztofa Markowicza pod wpływem zmniejszania się różnicy w rozkładzie temperatur między biegunami a równikiem pod wpływem globalnego ocieplenia będzie nasilać się zjawisko meandrowania prądów strumieniowych. Polega ono na częstych, gwałtownych, naprzemiennych napływach ciepłego i zimnego powietrza na dany obszar.